# Гомила (Мирна)
Гомила (словен. Gomila) — поселення в общині Мирна, регіон Південно-Східна Словенія, Словенія.